# 刘伯里
刘伯里（1931年3月17日—2018年7月2日），江苏常州人，放射化学和放射性药物专家，中国工程院院士，北京师范大学教授。
2018年7月2日，於北京因病逝世，享年88岁 。

## 履历[1]
- 1953年，毕业于华东师范大学。
- 1997年，当选中国工程院院士。